# Аджай Девган
Вішал Віру Девган (народився 2 квітня 1969 р.), професійно відомий як Аджай Девгн, індійський актор, режисер і продюсер, який працює в основному в кіно на гінді. Один із найпродуктивніших акторів кіно на гінді, Девгн знявся у понад 100 фільмах і отримав численні нагороди, зокрема чотири Національні кінопремії та чотири Filmfare Awards. У 2016 році уряд Індії нагородив його орденом Падма Шрі, четвертою за значущістю цивільною нагородою в країні.
Девгн дебютував у романтичному бойовику Phool Aur Kaante (1991), великий комерційний успіх, який відразу зробив його зіркою. Він також знявся в успішних бойовиках, таких як Jigar (1992), Suhaag (1994), Vijaypath (1994), Dilwale (1994), Jaan (1996), Major Saab (1998) і Kachche Dhaage (1999), а також романтичні ролі в Ishq (1997), Pyaar To Hona Hi Tha (1998) і Hum Dil De Chuke Sanam (1999). Девгн також отримав похвалу за свої виступи в Naajayaz (1995), Diljale (1996) і Zakhm (1998). За фільм «Захм» він отримав Національну кінопремію за найкращу чоловічу роль.
У 2000-х роках Девгн мав обмежений комерційний успіх, але продовжував здобувати визнання критиків завдяки фільмам, зокрема «Компанія» (2002), «Легенда про Бгаґата Сінґга» (2002), «Ганґаджал» (2003), «Хакі» (2004), «Плащ» (2004), «Апахаран». (2005) та Омкара (2006). За роль Бхагата Сінгха в «Легенді про Бгагата Сінґга» він отримав свою другу національну кінопремію за найкращу чоловічу роль і премію Filmfare за найкращу чоловічу роль (критики). У 2010 році він повернувся з трьома найкасовішими фільмами — Golmaal 3, Raajneeti, Once Upon a Time in Mumbaai і продовжив у десятилітті з Singham (2011), Bol Bachchan (2012), Son of Sardaar (2012), Singham Returns (2014), Drishyam (2015), Golmaal Again (2017), Raid (2018) і Total Dhamaal (2019). Його найкасовіші релізи прийшли з Tanhaji (2020), Drishyam 2 (2022) і Singham Again (2024). За головну роль у фільмі «Танхаджі» він отримав свою третю Національну кінопремію за найкращу чоловічу роль.
Девгн володіє виробничою компанією Ajay Devgn FFilms, яка була заснована в 1999 році. Він одружений з Каджол, з якою має двох дітей.

## Раннє життя та походження

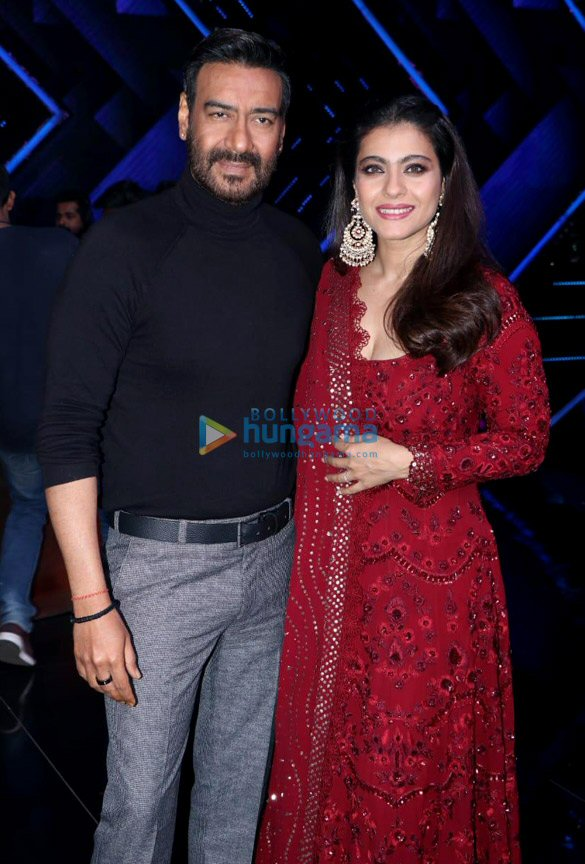
Девгн із дружиною Каджол на заході у 2020 році

Девгн народився під ім'ям Вішал Віру Девган 2 квітня 1969 року в родині Вішвакарма з Амритсара, Пенджаб. Сім'я має зв'язки з кіноіндустрією гінді в Мумбаї. Батько Девгна, Віру Девган, був хореографом-трюком і режисером бойовиків, а його мати, Віна Девган, є кінопродюсером. Його двоюрідний брат, Аніл Девган, є режисером і сценаристом. Девгн закінчив середню школу Сілвер-Біч у Джуху, а потім навчався в коледжі Мітібай.

## Особисте життя
Девгн почав стосунки з актрисою Карізмою Капур під час зйомок фільму «Джигар» (1992), однак у 1995 році пара розірвала стосунки. Того ж року почалися стосунки Девгна з актрисою Каджол, коли вони знімалися у фільмі «Гундарадж»(1995). ЗМІ назвали їх «неймовірною парою» через їх контрастні характери. 24 лютого 1999 року пара одружилася на традиційній індуїстській церемонії Махараштрі в будинку Девгана. У пари двоє дітей. Їхня донька Найса народилася 20 квітня 2003 року, а син Юг народився 13 вересня 2010 року Девгн і Каджол зберігали пуповинну кров і тканини свого новонародженого сина, щоб слугувати джерелом стовбурових клітин на випадок серйозного захворювання. У серпні 2009 року Девгн змінив написання свого прізвища Девган на Девгн на прохання своєї родини. Він практикуючий індуїст Шайва, який помітно носить рудракшу, яка, разом з іншими релігійними темами, фігурує в його фільмах. Девгн був першою особистістю Боллівуду, яка мала приватний літак для транспортування до місць зйомок, рекламних акцій і особистих поїздок.

## Кар'єра

### Підйом до слави (1991–99)
Коли Девгн увійшов у кіноіндустрію в 1991 році, він змінив своє сценічне ім'я зі свого імені при народженні, Вішал, на «Аджай» через те, що кілька інших акторів на ім'я Вішал були представлені одночасно, включаючи сина Маноджа Кумара. Він розпочав свою професійну кар'єру разом із Мадгу в бойовику «Phool Aur Kaante», який приніс йому нагороду Filmfare за найкращий чоловічий дебют. У своїй початковій сцені Девгн виконав шпагат, балансуючи між двома мотоциклами. Його наступним фільмом був «Джигар» (1992), фільм про бойові мистецтва Боллівуду з Карізмою Капур у головній ролі. Він вийшов у вихідні під час Дівалі та став сьомим найкасовішим фільмом того року, зібравши ₹7 рупій у прокаті.
У 1993 році Девгн зіграв головну роль у фільмі Dil Hai Betaab про любовний трикутник, що помстився. Потім він знявся в «Дів'я Шакті», а потім у «Санграмі», історії ворожнечі між двома батьками. Потім Девгн працював з Діпаком Барі, який зняв бойовик Ek Hi Raasta, і з Діпаком Паваром, який зняв «Платформу». Іншими випусками того року були Shaktiman, Dhanwan і Bedardi.
У 1994 році Девгн зіграв головну роль у романтичному бойовику Гаррі Баведжі Dilwale. Він зіграв роль Аруна Саксени, людини з інтелектуальними вадами. Фільм став десятим найкасовішим фільмом року. Його наступним випуском був Kanoon, а потім Suhaag Куку Колі з Акшаєм Кумаром. Фільм розповідав про двох друзів. Девгн зіграв Аджая Шарму/Малхотру. Suhaag став сьомим найкасовішим фільмом року. Його наступним фільмом був Віджайпат. Дати зйомок Віджайпату суперечили датам Карана Арджуна, від яких Девгн відмовився. Віджайпат був восьмим найкасовішим фільмом року.
У 1995 році Девгн з'явився разом із Джухі Чавлою у фільмі Магеша Бгатта Naajayaz, який приніс йому першу номінацію на премію Filmfare за найкращу чоловічу роль, а потім у фільмі Халчул, режисера Мілана Лутріа, разом із Каджол. Девгн і Каджол потім з'явилися в Гундаражі, який не показав хороших результатів у прокаті. Його наступним релізом був «Haqeeqat», знявшись разом із Табу. Цей фільм став одинадцятим найкасовішим фільмом року.
У 1996 році Девгн знявся в бойовику «Юнг» з Мітхуном Чакраборті, Рамбгою та Адітьєю Панчолі. Його наступним випуском став бойовик під назвою Jaan з Твінкл Кханною. Потім він знявся у фільмі Гаррі Баведжі Diljale, де зіграв терориста на ім'я Шака.
У 1997 році Девгн зіграв у погано сприйнятому фільмі Itihaas з Твінкл Кханною. Його наступним випуском стала романтична комедія Індри Кумара Ishq з Ааміром Ханом, Джухі Чавлою та Каджол. У цьому успішному фільмі Девгн зіграв Аджая, багатого хлопця, закоханого в бідну дівчину, яку грає Каджол. Фільм зібрав ₹30 рупій і став четвертим найкасовішим фільмом року.
У 1998 році Девгн знявся у фільмі «Майор Сааб» з Амітабгом Баччаном і Соналі Бендре, де він зіграв персонажа армійського офіцера. Фільм виявився успішним і став десятим найкасовішим фільмом року. Потім він знявся з Каджол у другому фільмі Аніс Базмі, романтичній комедії «Pyaar To Hona Hi Tha», ремейку американського фільму «Французький поцілунок» 1995 року. Він зібрав ₹30,25 рупій. Наступним релізом Девгна стала драма Магеша Бгатта Zakhm, яка досліджує напругу в суспільстві в Мумбаї під час заворушень. Девгн зіграв людину, якій набридли релігійні конфлікти. Девгн отримав кілька нагород за свою роботу, яку критики схвалили, включаючи Національну кінопремію за найкращу чоловічу роль і премію Screen Award за найкращу чоловічу роль, а також другу номінацію на премію Filmfare за найкращу чоловічу роль.
У 1999 році Девгн знявся в музичному романі Hum Dil De Chuke Sanam, в якому він зіграв Ванраджа, чоловіка, який намагається допомогти своїй дружині (Айшварія Рай) возз'єднатися з її коханцем (Салман Кхан). Hum Dil De Chuke Sanam став значним поворотним моментом у кар'єрі Девгна. Фільм, адаптація бенгальського роману Майтреї Деві Na Hanyate, був знятий режисером Санджай Ліла Бхансалі, а Салман Кхан і Айшварія Рай знялися в головних ролях. Виступ Девгна отримав позитивні відгуки критиків. Редіфф сказав: «Роль Аджая нагадує вам роль Аджая в іншому фільмі, Pyaar Toh Hona Hi Tha. Там він шукає хлопця дівчини, яку таємно кохає. Але напружені сцени — його сильна сторона, і тут йому добре вдається. Він особливо добре в сцені, де він дратується через упертість своєї дружини і намагається зберігати спокій». Фільм мав комерційний успіх і приніс Девґну третю номінацію на премію Filmfare за найкращу чоловічу роль. Після цього він з'явився в Hindustan Ki Kasam з Амітабгом Баччаном і Соналі Бендре. Потім він працював з режисером Міланом Лутріа в Kachche Dhaage, з Саїфом Алі Кханом і Манішою Койралою. Фільм став касовим хітом. Потім він зіграв в успішному фільмі Hogi Pyaar Ki Jeet, романтичній комедії, а потім у фільмі свого домашнього виробництва з Каджол і режисером Пракашем Джа. Фільм отримав назву Dil Kya Kare. Іншими його фільмами 1999 року були «Гейр» і «Такшак», в яких він зіграв сильного, мовчазного чоловіка.

### Кар'єрні коливання та визнання критиків (2000–09)
У 2000 році Девгн виступив у фільмі Гаррі Баведжі Deewane. У прокаті фільм не пройшов добре. У тому ж році Девгн знявся у своїй першій домашній постановці; Раджу Чача з Каджол. Фільм мав помірний успіх.
У 2001 році Девгн знявся в іншому помірно успішному фільмі; Yeh Raaste Hain Pyaar Ke з Мадгурі Діксіт і Приті Зінта. Його наступним релізом стала Lajja з Манішою Койралою, Мадгурі Діксіт, Джекі Шроффом та Анілом Капуром. Його гра була позитивно сприйнята і принесла йому першу номінацію на премію Filmfare за найкращу чоловічу роль другого плану. Проте фільм виявився комерційно невдалим. Слідом за ним пішов Mahesh Manjrekar Tera Mera Saath Rahen.
2002 рік виявився ключовим для Девгна, оскільки він знявся в трьох фільмах різних жанрів. Він вперше знявся у фільмі «Компанія Рама Гопала Варми», який був вигаданим дослідженням злочинного світу Мумбаї. Девгн зіграв гангстера на ім'я Малік. І фільм, і гра Девгна отримали схвалення критиків. Як сказав Таран Адарш: «Девгн досконало втілив свою роль. Контрольована гра, актор сприймає цього складного персонажа, як риба у воді. Він недограє свою роль із надзвичайною легкістю». Наступним релізом Девгна стала комедія Девіда Дгавана «Hum Kisise Kum Nahin» з Амітабгом Баччаном, Санджаєм Даттом і Айшварією Рай. Того ж року він зіграв роль Бгагата Сінґга в біографічному фільмі Раджкумара Сантоші «Легенда про Бгаґата Сінґга». Його гру добре зустріли критики. Таран Адарш сказав: «Девгн вжився в цю роль. Сказати, що він чудовий, було б нічого не сказати. Його гра обов'язково завоює захоплення у кіноглядачів, окрім отримання нагород». Фільм вийшов на екрани 7 червня 2002 року та отримав дві Національні кінопремії, включаючи Національну кінопремію за найкращий повнометражний фільм мовою хінді, і три премії Filmfare, включаючи Filmfare Award за найкращий фільм (критики). Незважаючи на ці нагороди та друге виграння Девгна Національної кінопремії за найкращу чоловічу роль, фільм не був популярним серед публіки. Девгн продовжував виступати в Deewangee Аніс Базмі. Фільм був частково натхненний романом Вільяма Діля «Первісний страх». Фільм мав успіх у прокаті. Він разом отримав нагороду Filmfare за найкращу чоловічу роль (критики) за свою роль у фільмах «Компанія» та «Легенда про Бгаґата Сінґга», а також отримав свою четверту номінацію на премію Filmfare за найкращу чоловічу роль. За свою роль у Deewangee він отримав кілька нагород, включаючи нагороду Filmfare за найкращого лиходія, нагороду Screen за найкращого лиходія та нагороду Zee Cine за найкращого лиходія.
У 2003 році Девгн зіграв головну роль у фільмі жахів Рама Гопала Верми Bhoot разом з Урмілою Матондкар. Фільм був оцінений критиками і показав хороші касові збори. Потім він знявся в бойовику «Каямат: Місто під загрозою» з актрисою-дебютанткою Негою Дгупіа. Фільм мав комерційний успіх. Наступного разу Девгн зіграв у романтичному фільмі Мілана Лутріа  «Чорі Чорі» разом із Рані Мукерджі та Соналі Бендре. Цей фільм не мав успіху в прокаті. Наступним релізом Devgn цього року став Gangaajal Пракаша Джа. Дія фільму розгортається в момент осліплення в Бгаґалпурі, Біхар. Rediff.com сказав: «Аджай Девган витягує туза зі спеціально розробленою партією, щоб підсилити свій образ розлюченого героя, який кипить під поверхнею. До його честі (і режисера), він привносить стиль і витонченість у переважно стереотипну, праведну Головний герой значною мірою прикриває неоднозначність фільму в другій половині». Девгн отримав свою п'яту номінацію на Filmfare Award за найкращу чоловічу роль за свою роль у фільмі. Потім він працював у режисерському дебюті Рогіта Шетті Zameen та військовому фільмі Дж. П. Датта LOC Kargil.
У 2004 році Девгн був обраний разом з Амітабгом Баччаном, Айшварією Рай і Акшаєм Кумаром у бойовику Раджкумара Сантоші «Хакі». Фільм вийшов на екрани 23 січня 2004 року. Він отримав позитивні відгуки та став одним із найкасовіших фільмів 2004 року. У Хакі Девгн знову зіграв лиходія. Його роль поліцейського, який перетворився на вбивцю, була добре сприйнята критиками. Таран Адарш сказав: «Аджай Девган додає ще одну пір'їну у свою шапку, виконавши гру, яку міг би зіграти лише майстерний виконавець. Його протистояння з Амітабгом Баччаном є зразковими». За роль у фільмі він отримав другу номінацію на премію Filmfare за найкращого лиходія. Пізніше у 2004 році Девгн з'явився у фільмах Індри Кумара «Масті» та «Юва» Мані Ратнама.
Далі Девгн співпрацював з Рітупарно Ґошем у драмі про стосунки «Плащ» з Айшварайя Рай. Фільм є екранізацією роману О. Генрі «Дар волхвів». «Плащ» отримав широке схвалення критиків і виграв Національну кінопремію за найкращий повнометражний фільм мовою гінді. Девгна похвалили за його виступ. Редіфф сказав: «Вагання, відчай, приниження — це красномовно передає Аджай Девгн. Його Манодж не крутий чувак, а просто ще один хлопець нижчого середнього класу в нещасті, з яким ніхто не хоче помінятися місцем. Він особливо виділяється в сценах де він плаче у ванній або благає Ніру не виходити заміж за іншого». У 2004 році Девгна також бачили в епізодичній появі в Taarzan: The Wonder Car.
2005 рік був менш успішним для Девгна, оскільки всі його фільми не мали успіху в прокаті. Його фільми не мали фінансового успіху. Серед них були Інсан, Шантаж, Мейн Айса Хай Хун, Танго Чарлі та Шикхар. Проте фільми Каал і Апагаран вдалися. Його роль лиходія у Каалі також принесла йому третю номінацію на премію Filmfare за найкращого лиходія.
У 2006 році Девгн зіграв Отелло в Омкара, гінді адаптації «Отелло» Вільяма Шекспіра. Його режисером став Вішал Бгардвадж. У фільмі розповідається про трагедію сексуальних ревнощів на тлі політичної системи штату Уттар-Прадеш. Прем'єра відбулася на Каннському кінофестивалі 2006 року та була показана на Каїрському міжнародному кінофестивалі. Омкара був добре прийнятий критиками. Редіфф сказав: «Отелло — складна роль, головна людина затьмарена лиходієм. Проте Мавр — задумливий і переконливий персонаж, а Аджай Девгн відважно справляється зі своїм матеріалом. Омкара позбавляє Отелло расизму, обмінюючи його чорну шкіру на несподівано несуттєвий напівбрахманізм — це найкращі моменти, коли він стриманий. Хоча в його персонажі є трохи побаченого, але до кінця фільму ви розумієте, наскільки непохитно твердим він був». Таран Адарш сказав: «Аджай робить хвилюючу та потужну інтерпретацію чоловіка, якого переслідує невпевненість щодо вірності коханої. Серйозний вигляд Аджая підходить йому до кінця. Звичайно, Аджай є винятковим у фільмі та виглядає будь-яким дюйм персонажа, якого він зображує».
У 2006 році Девгн також зіграв головну роль у фільмі Рогіта Шетті Ґолмал. У нього було два продовження Ґолмал повертається і Golmaal 3. У тому ж році Девгн знявся в короткометражному документальному фільмі про повені в Мумбаї 2005 року під назвою «Пробудження».
У 2007 році Девгн зіграв головну роль у двох фільмах, бойовику режисера Анубгава Сінги «Кеш і Ааг». Обидва фільми виявилися критично та комерційно невдалими.
У 2008 році Девгн зіграв головну роль у соціальному фільмі Halla Bol режисера Раджкумара Сантоші разом із Панкаджем Капуром і Відьєю Балан. Фільм заснований на житті активіста Сафдара Хашмі, який був убитий у 1989 році політичними суперниками під час виступу у вуличній виставі Halla Bol. Фільм отримав негативні відгуки і провалився в прокаті. Того ж року Девгн також знявся у третьому фільмі Рогіта Шетті «Неділя». Потім він зіграв головну роль разом із Каджол у своєму дебютному режисерському фільмі U Me Aur Hum. Фільм показав помірно хороші касові збори та отримав позитивні відгуки критиків як за його гру, так і за режисуру. Редіфф сказав: «Його персонаж росте, відкриває як ґудзики на сорочці, так і тонкість, надаючи інтенсивну акторську роботу. Говорячи майже повністю банальністю — спочатку змістовною, але глибокою, коли він продовжує — це виростає в надзвичайно добре написаний персонаж, сповнений недоліки та відносність, як він ставиться до свого каяття, п'яно вказуючи на себе за обіднім столом чудово впорався, як і його винна боротьба відмежувати свій життєвий досвід від своєї професійної думки». Девгн також знявся в епізодичній ролі у фільмі свого брата Аніла Девгана Haal-e-Dil. Потім він зіграв головну роль у фільмі Афзала Хана «Мехбуба». Знову у 2008 році Девгн зіграв головну роль у комедії Рогіта Шетті «Ґолмал повертається», продовженні фільму 2006 року «Ґолмал: Весело безмежно» про недовірливу дружину, яка вірила, що її чоловік був невірним. Indian Express сказав, що сценарій є похідним, і зробив висновок: «Немає нічого особливо нового в тому, що підозріла дружина стежить за своїм чоловіком, і немає нічого особливо нового в тому, як це грає Аджай-Каріна». Golmaal Returns став фінансовим хітом із світовим доходом у ₹80 рупій.
У 2009 році Девгн спродюсував свій третій фільм «Все найкраще» режисера Рогіта Шетті. Це був помірний комерційний успіх. Далі Девгн зіграв головну роль у фільмі Віпула Шаха «Лондонські сни» з Салманом Кханом і тамільською кінозіркою Асін. Фільм не мав популярності у публіки.

### Відродження та широкий успіх (2010–тепер)

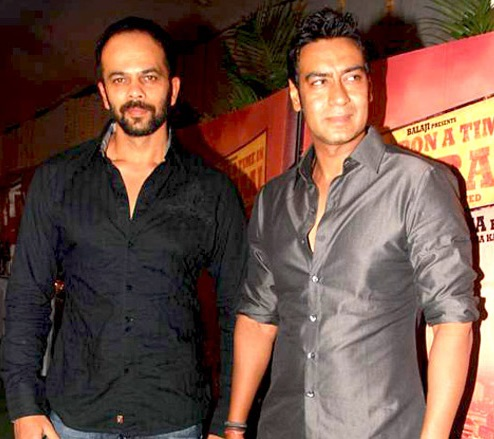
Девган із Рогітом Шетті на святкуванні успіху Once Upon a Time в Мумбаї у 2010 році

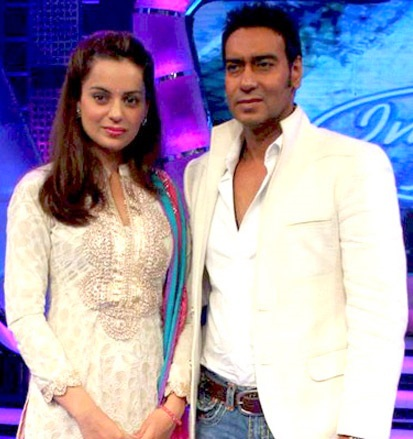
Девган із Канганою Ранаут на вечірці успіху Once Upon a Time in Mumbaai у 2010 році

У 2010 році Девгн знявся у фінансово успішній комедії Atithi Tum Kab Jaoge? з Парешем Равалем і Конконою Сен Шармою. Потім він знявся в політичному трилері Пракаша Джи Raajneeti. Raajneeti вийшов у міжнародний прокат 4 червня 2010 року після деяких суперечок щодо схожості між реальними людьми та героями фільму. Також були питання щодо використання національного гімну у фільмі. Бюджет фільму склав ₹60 рупій. Після виходу він отримав позитивні відгуки та став суперхітом у прокаті. Знову ж таки, у 2010 році Девгн зіграв головну роль у фільмі Мілана Лутрії «Одного разу в Мумбаї», який був одним із найкасовіших фільмів того року. І фільм, і гру Девгна були добре прийняли критики. Таран Адарш сказав: «Аджай Девгн чудовий у ролі Султана. Актор грав подібну роль у „Компані“, але треба сказати, що його інтерпретація настільки інша в „Одного разу в Мумбаї“. Він додає настільки багато глибини персонажу, що лише підтверджує його діапазон і універсальність, без жодних сумнівів, найкраща робота Аджая.» Комал Нахта сказав: «Аджай Девгн просто фантастичний у ролі Султана Мірзи. Його гра настільки справжня, що здається, ніби він був народжений, щоб зіграти цю роль. Від його зовнішнього вигляду до його акторської гри, включаючи діалоги, все справді чудова вистава!» Фільм приніс йому шосту номінацію на премію Filmfare за найкращу чоловічу роль.
Потім Девгн знявся в бойовику Пріядаршана «Аакрош». Фільм досліджує тему вбивств честі. Aakrosh отримав кілька позитивних відгуків, але не мав фінансового успіху. Наприкінці 2010 року Девгн знову працював з Рогітом Шетті в «Golmaal 3», продовженні Ґолмал повертається (2008). Хоча, як і його попередник, фільм отримав змішані відгуки, він був найуспішнішим із серії Ґолмал, заробивши понад ₹169 рупій і став блокбастером. Девгн також працював озвучувачем в анімаційному фільмі Toonpur Ka Superrhero.
У 2011 році Девгн знявся з Емраном Гашмі в комедії Мадгура Бгандаркара Dil Toh Baccha Hai Ji. Він був оповідачем у Yamla Pagla Deewana, а також знявся в епізодичній ролі в Ready. Девгн знявся у фільмі Рогіта Шетті Сінґгам. Таран Адарш сказав: «Назва означає „Лев“, а Аджай перебуває в центрі битви між добром і злом. Аджай добре відомий своїми репліками „aataa maajhi satakli“. Втілення екранної маскулінності, Аджай грає центрального героя праведного, жорстокого поліцейського з розквітом. Він оживляє на екрані більшого за життя героя з рішучою переконаністю, яка Це один із небагатьох акторів, які чудово грають свою роль, у цьому фільмі він повертається до фантастичного жанру бойовика пост.» Сінгем приніс йому сьому номінацію на премію Filmfare за найкращу чоловічу роль. Потім він зіграв головну роль у комедійному бойовику Девіда Дгавана «Шайки».
Наступного року Девгн зіграв головну роль у фільмі «Тезз» режисера Пріядаршана. Його партнерами по фільму були Аніл Капур, Боман Ірані, Кангана Ранаут, Саміра Редді та Заїд Хан. Потім Девгн знявся у фільмі Рогіта Шетті Bol Bachchan. Потім він знявся у фільмі «Син Сардаара». У 2013 році Девгн знявся в критично та комерційно невдалому рімейку Himmatwala. Наступного разу Девгн знявся в політичній драмі Пракаша Джа Сатьяграха.
У 2014 році Девгн знявся у фільмі Рогіта Шетті Сінґам повертається, продовженні фільму Сінґам. «Сінгем повертається» отримав неоднозначні відгуки індійських критиків. Таран Адарш із Bollywood Hungama дав йому 4 зірки та сказав: «Цей фільм — повномасштабний розважальний фільм із потужною драмою, насиченими діалогами та чудовою грою. Його цінність бренду в поєднанні з довгими вихідними допоможе фільму зібрати врожай і керувати касовими зборами найближчими днями». Колекція понад ₹32,09 рупій у перший день виходу в Індії. Внутрішній чистий Сінґам повертається становить ₹ 140,62 крор. Далі Девгн знявся у фільмі Прабгу Деви «Екшн Джексон», який не мав успіху в прокаті.
У 2015 році Девгн знявся у фільмі «Дріш'ям» режисера Нішіканта Камата. Фільм отримав позитивні відгуки, Міна Айєр із The Times of India дала фільму чотири зірки з п'яти, описавши його як «драму в напрузі з кінцем, що кусає нігті». Вона високо оцінила гру Девгна: «Аджай, який тут є здобиччю, блищить у своїй ролі батька-захисника». Фільм мав успіх у прокаті, до кінця шостого тижня фільм зібрав близько ₹76,48 рупій у вітчизняному прокаті.

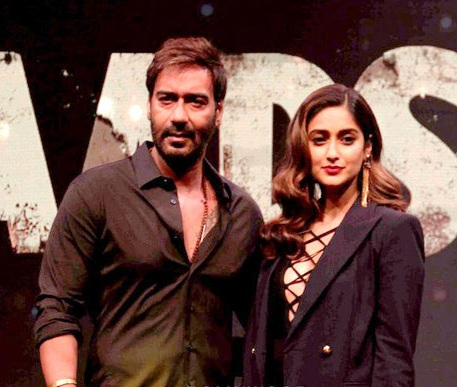
Девган з Ілеаною Де Круз під час запуску трейлера їхнього фільму Baadshaho у 2017 році

У 2016 році Девгна бачили у його власному фільмі Shivaay, який вийшов приблизно на Дівалі 2016 року. Shivaay — бойовик-драма. Shivaay викликав змішані відгуки та заробив понад ₹146 рупій. У 2017 році Девгн знявся у фільмі режисера Мілана Лутріа Baadshaho та у фільмі Рогіта Шетті Golmaal Again. У той час як Баадшахо був провалом, останній став блокбастером, зібравши 100 крор за 4 дні після виходу в прокат і зібравши 205 крор за весь час в індійському прокаті, заробивши значну суму у 310 крор у світовому прокаті.
У 2018 році Девгн знявся у фільмі Раджа Кумара Гупти «Рейд», де він грає роль чесного офіцера індійської податкової служби, який отримав позитивні відгуки критиків 16 березня та мав комерційний успіх. Девгн давно працював над створенням «Синів Сардаара: Битва при Сарагархі», продовження фільму «Син Сардаара». У серпні 2017 року Девгн заявив: «Ми працюємо над сценарієм, але це відбудеться лише через два роки через масштабність проекту». Він знявся у De De Pyaar De разом із Табу та Ракулом Пріт Сінґгом. На початку 2020 року Девгн зіграв роль полководця 17-го століття Танаджі Малусаре в однойменному фільмі «Тангаджі»; режисер Ом Раут. Фільм вийшов на екрани 10 січня 2020 року та здобув три нагороди Національної кінопремії, у тому числі за найкращий популярний фільм, що забезпечує корисні розваги, і за найкращого актора, обидві для Девгна, а також його восьму номінацію на премію Filmfare за найкращу чоловічу роль Танхаджі заробив 3,67 мільярда рупій (49 мільйонів доларів) у всьому світі, зробивши його найкасовішим фільмом Боллівуду 2020. Крім того, це 100-й фільм Аджая Девгна як актора.
У 2021 році він знявся разом із Санджаєм Даттом, Шарадом Келкаром, Норою Фатегі та Сонаксі Сіньєю в історичному фільмі «Бгудж: Гордість Індії», який зазнав невдачі, а також зіграв епізодичну роль у фільмі «Сор'яванші», повторивши роль DCP Bajirao Singham.

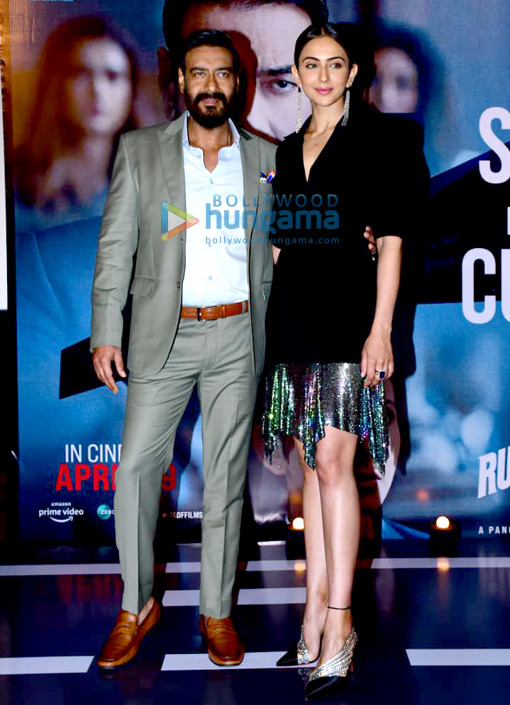
Аджай Девгн і Ракул Пріт Сінґг на презентації другого трейлера Runway 34 у Делі.

У 2022 році Девгн дебютував у OTT з вебсеріалом Rudra: The Edge of Darkness на Disney+ Hotstar. Того ж року він випустив свій третій режисерський фільм Runway 34. Він отримав позитивні відгуки як від критиків, так і від глядачів, але провалився в прокаті. Його також бачили в розширених епізодичних появах у фільмах Санджая Ліли Бгансалі Gangubai Kathiawadi та SS Rajamouli RRR, за які він отримав високу оцінку. Пізніше того ж року Девгна зняли в ролі Чітрагупта у фільмі Індри Кумара «Слава Богу», де також знявся Сідгарт Малготра, що виявилося комерційним провалом. Пізніше він знявся в сиквелі «Дриш'яма» «Дриш'ям 2» режисера Абгішека Патака. Він став великим критичним і комерційним успіхом, а також став його другим найкасовішим фільмом у його кар'єрі після Тангаджі.
У 2023 році Девгн зіграв і став режисером ремейку фільму Kaithi (2019), Bholaa, свого третього режисера. Фільм став критичним і комерційним розчаруванням. У 2024 році Devgn випустив три випуски. Першим став фільм жахів «Шайтан», який отримав схвальні відгуки критиків і став хітом у прокаті. Його наступний випуск, режисерський фільм Аміта Шарми «Maidaan», показав йому роль індійського футбольного тренера Саїда Абдула Рахіма. Хоча байопік і роль Девгна отримали позитивні відгуки, фільм зазнав фінансового провалу. Його наступний реліз, Auron Mein Kahan Dum Tha Neeraj Pandey також став комерційним провалом, цього разу зі змішаними чи негативними відгуками.

### Майбутні проекти
Наступного разу його можна буде побачити в п'ятій частині Всесвіту поліцейських і в довгоочікуваному продовженні фільму «Повернення Сінґама» (2014), «Знову Сінґам», який має вийти на Дівалі 2024 року. Крім того, він збирається з'явитися в Raid 2 і Син Сардара 2, духовних продовженнях його Raid 2018 року та Син Сардара 2012 року.

## Інші роботи

### Виробництво
Ajay Devgn FFilms (ADF) — індійська кінопродюсерська компанія кінопрокатник, заснована актором Аджаєм Девгном у 2000 році. Розташована в Мумбаї, вона в основному виробляє та розповсюджує фільми на гінді. У 2000 році ADF випустив свій перший фільм, Раджу Чача. Головну роль у фільмі зняв сам Девгн, а головну роль виконала його дружина Каджол. Раджу Чача отримав змішані відгуки, але зібрав 209,2 мільйона рупій у прокаті.
У 2008 році Девгн став співпродюсером драми «U Me Aur Hum», яка стала його режисерським дебютом. Девгн також зіграв головну роль у фільмі, знову розділивши екран із Каджол. Сценарій до фільму написав сам Девгн та ще три автори. Загалом критики сприйняли його позитивно, а Таран Адарш дав фільму 4 зірки з 5 і описав його як «добре зроблену, захоплюючу історію кохання з високим емоційним коефіцієнтом».
У 2009 році Девгн випустив і зіграв у своїй домашній постановці «Усе найкраще: Веселощі починаються», режисером якої був Рогіт Шетті, а також зіграли Санджай Датт, Фардін Хан, Біпаша Басу та Мугдга Годсе. Фільм вийшов на екрани 16 жовтня 2009 року і отримав схвальні відгуки критиків. Він був визнаний хітом в Індії та став дванадцятим найкасовішим фільмом Боллівуду 2009 року.
У 2014 році ADF спродюсував фільм Сінґам повертається із Девгном і Каріною Капур у головних ролях. У 2016 році Девгн став продюсером і зіграв головну роль у фільмі «Шивай», який стане найдорожчим фільмом його виробництва.
Наприкінці грудня 2017 року ADF співпрацював із Fox Star Studios для виробництва фільму Total Dhamaal із Девґном, Рітішем Дешмухом, Аршадом Варсі, Джаведом Джафрі, Мадгурі Діксіт та Анілом Капуром у головних ролях.
У 2018 році Аджай Девгн випустив свій перший фільм на маратхі Aapla Manus. Фільм був мовою маратхі. Його режисером став Сатіш Раджваде, а головні ролі виконали Нана Патекар, Іраваті Гарше та Суміт Раггаван. Продюсерами фільму стали Аджай Девгн, Нана Патекар, Абгінав Шуклаа, Маніш Мішра та Рогіт Чоудгарі, він вийшов 9 лютого 2018 року. Історія була драматичним трилером і написана Вівеком Беле. Розповсюдженням фільму займалася компанія Viacom 18 Motion Pictures.

### NY VFXWAALA
У жовтні 2015 року Девгн заснував компанію візуальних ефектів NY VFXWAALA на честь своїх дітей. Вона брала участь у багатьох великих фільмах, таких як Прем Ратан Дган Пайо, Тамаша, Баджірао Мастані, Мерсал, Ділвале, Сила 2 і Сіммба. Компанія отримала нагороду за найкращі спецефекти на 64-й церемонії вручення Національної кінопремії за фільм Shivaay (2016).

## У ЗМІ

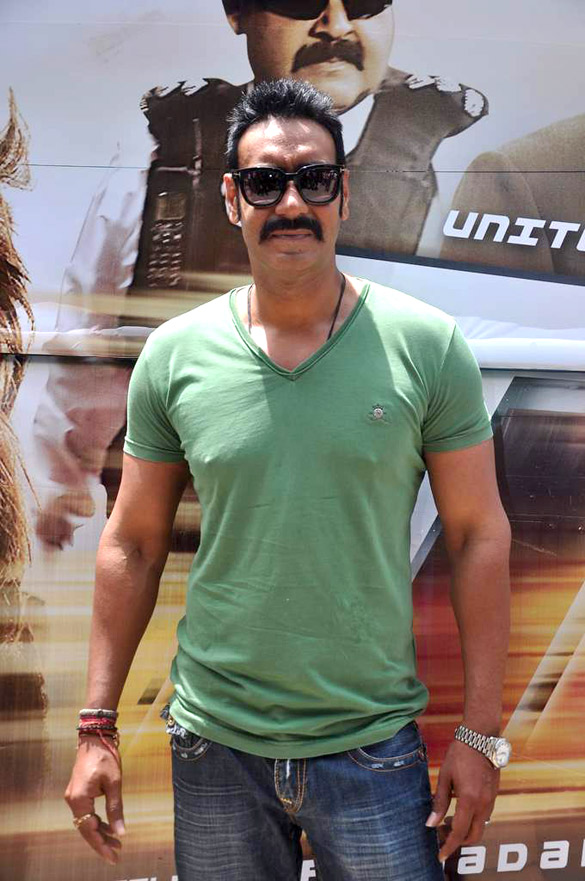
Девган у 2012 році

Ашвіні Дешмух з Filmfare назвала Девгна «приватною особою», яка, за власним визнанням, почувається некомфортно серед людей, і сказала: «Три десятиліття в індустрії, і Аджай Девгн продовжує мати довіру режисерів і відданість своїх шанувальників». Анкур Патхак з GQ зазначив: «Девгн продемонстрував надзвичайну стійкість як прибуткова зірка, якій ніколи не доводилося покладатися на фільми про повернення, оскільки він насправді ніколи не виходив з екрану». Сандіп Унітан з India Today назвав його «універсальним актором» і сказав: «Девгн — улюбленець своїх режисерів». Rediff.com відзначив зміну актора з «довгов'язого зіркового сина» на «спіну до спини, що збиває хіти». Крім того, йому приписували заслуги в популяризації «напруженого, задумливого героя».
Девгн є однією з найпопулярніших і високооплачуваних знаменитостей в Індії. Починаючи з 2012 року, він часто фігурує в списку 100 знаменитостей Індії за версією Forbes. У 2018 році він досяг 10-го місця з орієнтовним річним доходом ₹ 745 мільйонів. У 2019 році він посів 12 місце з орієнтовним річним доходом ₹ 940 мільйонів. Його також ввели на Боллівудську алею слави на Bandra Bandstand, де зберігся відбиток його руки. Девгн посів 7 місце в списку 10 найкращих акторів 2000—2010 років Rediff.com. У списку «Найкращих акторів Боллівуду» Rediff.com Девгн посів перше місце у 2002 році. Згодом він посів 4 місце у 2004 році, 10 місце у 2006 році та 2 місце у 2019 році. У списку найсексуальніших азіатських чоловіків за версією Eastern Eye за 2011 рік Девгн посів 29 місце.